# 岩間 (市川三郷町)
岩間（いわま）は、山梨県西八代郡市川三郷町の地名である。郵便番号は409-3244。

## 歴史
富士川の西岸では中世には駿州往還が主要街道として利用され、特に江戸時代には富士川舟運と関係して整備された。鰍沢河岸から西島宿の間の砥坂と呼ばれるところは断崖絶壁の要所であり、当時の技術では道路を通すことが極めて困難であったことから、鰍沢川にある箱原地区から一度富士川の東岸まで砥坂の渡し(とさかのわたし)と呼ばれる渡し船で東岸へ渡り、そこから岩間まで東岸を通った後岩崎の渡し(やさきのわたし)と呼ばれる渡し船で西岸にある西島宿へ渡るルートがとられていた。そのため岩間も岩間宿(いわましゅく)として整備され、増水等で渡河できない場合のことも考慮し伝間宿としても機能していた。また、脇街道として南側に向けて東河内路も整備され、岩間宿はその分岐点ともなっていた。
江戸時代から明治時代にかけて岩間足袋(いわまたび)と呼ばれる足袋の製造が盛んであり、日清戦争や日露戦争の軍需で最盛期を迎えたが、その後大資本による機械化や靴下に置き換えられる形で衰退していった。かわりに明治維新以降水晶の採掘が自由になったことからそれを素材にした印章の製造が盛んにおこなわれるようになり、戦後は組合を結成し現在に至っている。
1889年（明治22年）7月1日に町村制が執行され当地は単独で西八代郡岩間村となり、その後は以下の通りに自治体区分が変貌している。
- 1951年（昭和26年）4月1日 - 周辺5村と合併し、西八代郡六郷村岩間となる。
- 1954年（昭和29年）4月1日 - 六郷村が町制施行して西八代郡六郷町岩間となる。
- 2005年（平成17年）10月1日 - 六郷町が市川大門町・三珠町と合併して西八代郡市川三郷町岩間となり現在に至る。

## 世帯数と人口
2015年（平成27年）10月1日現在の世帯数と人口は以下の通りである。
| 大字 | 世帯数  | 人口    |
| ---- | ------- | ------- |
| 岩間 | 586世帯 | 1,626人 |

## 交通

### 鉄道
東海旅客鉄道（JR東海）
■身延線 : 甲斐岩間駅
- 特急「ふじかわ」が全列車停車する。

### バス

#### 路線バス
- 身延町営バス古関甲斐岩間線

甲斐岩間駅 - 久那土駅 - 峡南高校 - 古関
- 身延町営バス古関循環線

古関 - 旧久那土中学校 - 峡南高校入口 - 久那土駅 -  甲斐岩間駅 - 役場前 - 飯富 - 波高島駅 - 下部温泉駅 - 甲斐常葉駅 - 古関

#### 高速バス
- 峡南橋を渡った対岸の西嶋に中央高速バス西嶋バス停があり、バスタ新宿（新宿駅）まで運行している。

### 道路

#### 高速道路
- 中部横断自動車道 : 六郷インターチェンジ（ここより北側区間は有料、建設中の南側区間は新直轄方式のため無料）

#### 県道
- 山梨県道9号市川三郷身延線
- 山梨県道403号甲斐岩間停車場西島線－北側にある月見橋を介して国道52号へ出ることができる。
- 町道ではあるが南側にある峡南橋から国道52号へ出ることも可能。

## 施設
公共施設
- 市川三郷町役場六郷支所－かつての六郷町役場。
- 峡南郵便局－峡南地区で唯一の集配局。
- 市川三郷町立六郷中学校
- 市川三郷町立六郷小学校
- ひまわり保育園
- 定林寺立正保育園

商業施設
- 山梨中央銀行六郷支店
- コメリハード＆グリーン六郷店
- 甲斐ファニチャー－家具店。甲州弁のラップ「だっちもねえこんいっちょし」のローカルCMで有名。